# 교파
| 2020년 교파        | 2020년 교파        | 2020년 교파 | 2020년 교파 | 2020년 교파 |
| ------------------ | ------------------ | ----------- | ----------- | ----------- |
|                    |                    |             |             |             |
| 가톨릭 기독교      | 가톨릭 기독교      |             | 15.88%      | 15.88%      |
| 개신교             | 개신교             |             | 11.41%      | 11.41%      |
| 동방 정교회 기독교 | 동방 정교회 기독교 |             | 3.7%        | 3.7%        |
| 기타 기독교인      | 기타 기독교인      |             | 0.4%        | 0.4%        |
| 수니파             | 수니파             |             | 22.39%      | 22.39%      |
| 시아파             | 시아파             |             | 2.48%       | 2.48%       |
| 무종파             | 무종파             |             | 15.58%      | 15.58%      |
| 비슈누파           | 비슈누파           |             | 10.24%      | 10.24%      |
| 시바파             | 시바파             |             | 4.03%       | 4.03%       |
| 샤크티파           | 샤크티파           |             | 0.48%       | 0.48%       |
| 기타 힌두교        | 기타 힌두교        |             | 0.39%       | 0.39%       |
| 불교               | 불교               |             | 6.62%       | 6.62%       |
| 민간신앙           | 민간신앙           |             | 5.61%       | 5.61%       |
| 기타 종교          | 기타 종교          |             | 0.79%       | 0.79%       |

교파(敎派, religious denomination)는 다른 활동 중에서도 공통된 이름과 전통을 따르는 종교 내의 하위 집단이다.
이 용어는 다양한 기독교의 교파들(예: 비칼케돈파, 동방 정교회, 가톨릭, 그리고 개신교의 분파들, 예: 루터교회)을 지칭한다. 또한 유대교의 5대 주요 분파(카라이트 유대교, 정통파, 보수파, 개혁파, 재건주의)를 설명하는 데도 사용된다. 이슬람 내에서는 분파나 종파(예: 수니와 시아)뿐만 아니라, 하위 종파들, 법학파, 신학 학파 및 종교 운동를 지칭할 수 있다.
세계에서 가장 큰 교파는 로마 가톨릭교회이다.

## 기독교
기독교의 교파는 공통된 이름, 구조, 리더십, 교리 등과 같은 특성으로 구별되는 종교 단체를 나타내는 일반적인 용어이다. 그러나 개별 단체는 스스로를 교회나 교단과 같은 대체 용어로 설명할 수 있다. 한 집단과 다른 집단 간의 분열은 교리와 교회 권위에 의해 정의된다. 성경 해석, 사도 계승의 권위, 종말론, 교황 수위권과 같은 문제들은 종종 한 교파를 다른 교파와 분리시킨다. 광범위하게 유사한 신념, 관행 및 역사적 유대를 공유하는 교파 집단은 기독교의 분파로 알려져 있다.

## 힌두교
힌두교에서 주요 신이나 철학적 신념은 종파를 식별하며, 종파는 일반적으로 독특한 문화적 및 종교적 관행을 가지고 있다. 주요 종파에는 시바파, 샤크티파, 비슈누파, 스마르타파가 있다.

## 이슬람
역사적으로 이슬람은 수니파, 카리지파, 시아파로 잘 알려진 세 가지 주요 종파로 나뉘었다. 오늘날 수니파는 전체 무슬림 인구의 약 90%를 차지하고, 시아파는 약 10%를 차지하며, 카리지파에서 파생된 이바디파는 0.15% 미만으로 감소했다.
오늘날 많은 시아파 종파들이 멸종되었다. 주요 잔존 이맘교-무슬림 종파는 우스울리즘 (거의 8.5% 이상), 니자리 이스마일파 (거의 1% 이상), 알레비파 (0.5% 약간 이상이지만 1% 미만)이다. 다른 현존하는 집단으로는 예멘의 자이드 시아파가 있는데, 이들은 전 세계 무슬림 인구의 거의 0.5% 이상을 차지하며, 무스타알리 이스마일파 (거의 0.1%이며, 이들의 타이야비파 신자들은 인도의 구자라트주와 파키스탄의 카라치에 거주한다. 또한 유럽, 북미, 극동 및 동아프리카에도 상당한 디아스포라 인구가 존재한다).
반면에 아프리카계 미국인 무슬림, 아마디 무슬림 (거의 1% 정도), 무종파 무슬림, 쿠란주의 무슬림과 같은 새로운 무슬림 종파는 나중에 독립적으로 발전했다.
퓨 연구센터의 조사에 따르면 전 세계 무슬림의 최대 25%가 자신을 무종파 무슬림으로 밝히고 있다.

## 유대교
유대교 종교 운동은 때때로 "교파" 또는 "분파"라고 불리며, 고대부터 유대인들 사이에서 발전해 온 여러 집단을 포함한다. 오늘날 주요 구분은 정통파, 개혁파, 보수파로 나뉘며, 그 외에도 몇몇 소규모 운동들이 존재한다. 이러한 삼분할된 교파 구조는 주로 미국에서 나타나며, 이스라엘에서는 종교적 정통파와 비종교적인 사람들 간의 분열이 주를 이룬다.
이러한 운동들은 다양한 문제에 대한 견해에서 차이를 보인다. 이러한 문제에는 준수 수준, 유대 율법 해석 및 이해 방법론, 성경 저작권, 본문비평 및 메시아 (또는 메시아 시대)의 본질 또는 역할이 포함된다. 이러한 운동들 간에는 예배에서, 특히 예배가 진행되는 언어에서 현저한 차이가 있으며, 더 전통적인 운동들은 히브리어를 강조한다. 가장 첨예한 신학적 분열은 정통 유대인과 다른 교파를 따르는 비정통 유대인 사이에서 발생하며, 비정통 운동들은 때때로 총칭하여 "자유주의 교파" 또는 "진보적 흐름"으로 불린다.

## 다종파
"다종파"라는 용어는 (예를 들어) 때때로 관련 없는 종교 집단에서 온 여러 교파를 포함하는 종교 행사를 설명할 수 있다. 많은 시민 행사는 예상 인구 또는 청중을 최대한 포괄하거나 대표하기 위해 여러 교파의 대표자들이 이끄는 종교적 부분을 포함한다. 예를 들어, 칠레의 캄파멘토 에스페란자(영어: 캠프 희망)에서 열린 일요일 추수감사절 미사는 칠레 2010년 산호세 광산 붕괴 사고 동안 로마 가톨릭 사제와 복음주의 설교자 모두에 의해 예배가 진행되었다.
군목들은 종종 종교에 상관없이 성직자로 서품되며, 다양한 종교나 교파에 속한 구성원들에게 영적 지원을 제공하기 위해 세속 조직에 배정된다. 이러한 군목들, 특히 군대 또는 다른 대규모 세속 조직에서 봉사하는 군목들은 군목 자신의 신앙과 상반되는 종교적 이념을 가진 신자들을 포함하여 다양한 신앙의 구성원들에게 봉사하도록 특별히 훈련받는다.
여러 소규모 관련 교파의 구성원 수가 많지 않은 군대 조직은 일반적으로 "개신교" 주일 예배라고 불리는 다종파 종교 예배를 정기적으로 개최하여 소수 개신교 교파가 소외되거나 봉사받지 못하는 일이 없도록 한다.
다종파는 또한 개인의 신념을 나타낼 수도 있는데, 이는 엄격한 신자들이 고려하지 않을 공식적인 경계를 넘어서는 신념이나 소속을 의미한다. 예를 들어, 어떤 사람은 개신교로 자랐지만 불교나 힌두교 경전 또는 수행이 도움이 된다고 생각하면서도 기독교와의 소속을 완전히 버리지 않아 자신을 완전히 힌두교인이나 불교인으로 여기지 않고, 엄격한 신자들만큼 완전히 기독교인으로 여기지도 않을 수 있다. 이것은 범신론과 같지 않은데, 그들은 이슬람에 대한 소속감을 느끼지 않을 수도 있기 때문이다. 그들은 자신을 기독교-불교도나 아드바이타-기독교도 또는 단순히 영적이지만 종교적이지 않은 사람으로 분류할 수 있다. 그들은 기도하지만 명상하지 않거나 그 반대이거나 둘 다 할 수 있으며, 다양한 경전에서 유익을 얻을 수 있고, 교회와 사찰 모두에 참석할 수 있다.

## 같이 보기
- 분파
- 바하이 신앙의 분열 시도
- 기독교의 교파
- 교회 일치 운동
- 힌두교 종파
- 종교간 대화
- 종파주의
- 종파 폭력
- 이슬람 학파 및 분파
- 자이나교 학파 및 분파
- 유대교 종교 운동
- 영지주의 교파 목록
- 라스타파리 교단
- 무종파
- 종교적 혼합주의
- 분열
- 불교 학파
- 시크교 종파
- 신토 종파 및 학파
- 종교 운동의 사회학적 분류
- 도교 학파